# Дечак Мита
Дечак Мита је југословенски драмски филм из 1951. године. Режирао га је Радош Новаковић, а сценарио је написао Оскар Давичо.
Премијера филма била је 31. децембра 1951. године.

## Радња
Дечак Мита, уместо да оде у Београд, он приступа београдском илегалном покрету. Немци, који у међувремену окупирају Београд, почињу да прогањају комунисте. Многи од њих гину, али дечак Мита успева некако да се пробије на ослобођену територију, и то заједно са девојком са којом се првобитно и упутио у Београд.

## Улоге
| Глумац               | Улога               |
| -------------------- | ------------------- |
| Растислав Јовић      | Мита                |
| Маја Димитријевић    | Вера Митина девојка |
| Александар Огњановић | Бранко              |
| Драгомир Фелба       | Сури                |
| Љубиша Јовановић     | агент Пиносавац     |
| Карло Булић          | Директор фабрике    |
| Гордана Ковачевић    | Госпођица Рада      |
| Марија Радојчевић    | Вера                |
| Миодраг Лазаревић    | Ђорђе               |
| Милутин Татић        | Младић у затвору    |
| Александар Стојковић | Митин отац          |
| Бранко Ђорђевић      | Судија              |

Комплетна филмска екипа  ▼
| Редитељ                   | Радош Новаковић        |                                        |
| Сценариста                | Оскар Давичо           |                                        |
| Композитор                | Миленко Живковић       |                                        |
| Директор фотографије      | Михаило Матић          |                                        |
| Монтажер                  | Вера Ивковић           |                                        |
| Сценограф                 | Миомир Денић           |                                        |
| Уметнички директор        | Зоран Зорчић           |                                        |
| Костимограф               | Борка Субарановић      |                                        |
| Одсек за шминку           | Марија Кордић          | шминкерка                              |
| Менаџер продукције        | Душко Ерцеговић        | вођа снимања                           |
| Менаџер продукције        | Илија Голубовић        | директор филма                         |
| Помоћник режије           | Миодраг Јовановић      | помоћник редитеља (као Мика Јовановић) |
| Помоћник режије           | Миодраг Микос Петровић | помоћник редитеља                      |
| Помоћник режије           | Миодраг Петровић Шарло | помоћник редитеља                      |
| Помоћник режије           | Славољуба Пинцин       | помоћник редитеља                      |
| Уметнички одсек           | Ц. Стојановић          | сценски реквизитер                     |
| Одсек за звук             | Драган Гроздановић     | асистент тонског сниматеља             |
| Одсек за звук             | Миодраг Недић          | тон мајстор                            |
| Одсек за звук             | Иван Закић             | асистент тонског сниматеља             |
| Одсек за камеру и расвету | Владета Ђорђевић       | пратилац камере                        |
| Одсек за камеру и расвету | Часлав Пантелинац      | пратилац камере                        |
| Одсек за костим           | Влада Величковић       | асистент костимографа                  |
| Музички одсек             | Лида Фрајт             | музички уредник                        |
| Музички одсек             | Живојин Здравковић     | диригент                               |